# Masiukowszczyzna

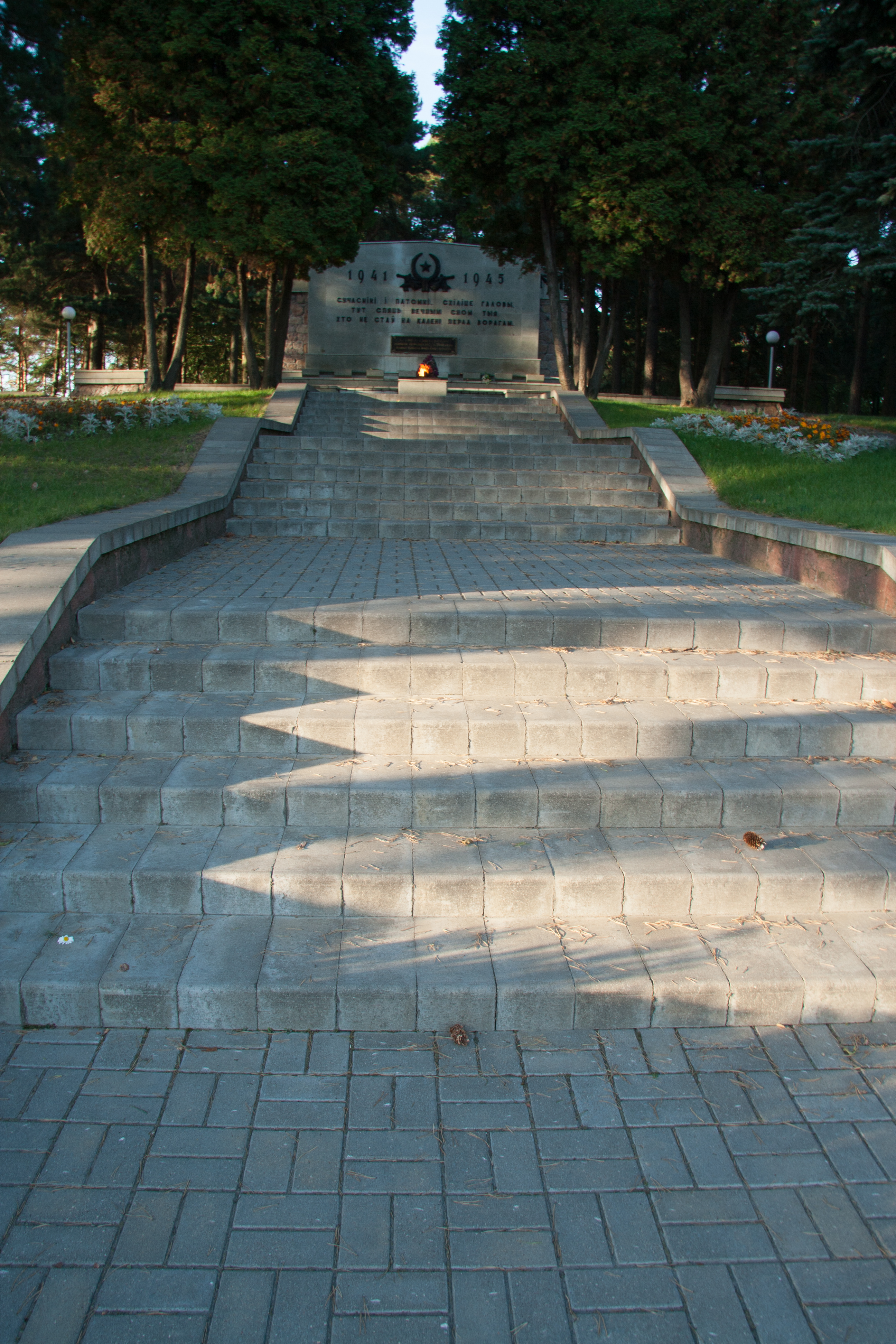
Pomnik na cmentarzu ofiar niemieckiego obozu jenieckiego Stalag 352

Masiukowszczyzna (biał. Масюкоўшчына, ros. Масюковщина) — dawna wieś, od 2004 dzielnica mieszkaniowa w rejonie frunzeńskim Mińska. W dzielnicy znajduje się przystanek kolejowy.

## Historia
W książce z serii „Pamięć” dotyczącej rejonu mińskiego stwierdzono, że nazwa osady powstała od nazwiska Masiukow.
Została założona w pierwszej połowie XVII wieku, pierwsza wzmianka pochodzi z 1695 roku. W 1589 roku miński tatarzyn Ibrahim Giljaszewicz kupił od mińskiego mieszczanina Wasila Zankowicza Astraszanina uroczysko Kołodzieże z 8 włókami ziemi, lasami i pastwiskami. Później ziemia ta była własnością jego synów Salemsza i Musa Abrahimowiczów. W drugiej połowie XVII wieku ziemia była własnością syna Salemsza - Aleksandra Abrahimowicz-Seleckiego. W 1695 roku sprzedał on mińskiemu mieszczaninowi Jerzemu Fursie obydwie części - ojcowiznę i stryjowiznę. W umowie sprzedaży część stryja Musy nazwał Masiukowszczyzną - 
"dwa obwody ziemi: jeden od drogi Tarasowskiej do Masiukowszczyzny, to znaczy, do ziemi i lasu Musy Abramowicza tatarzyna, a drugi, po przejściu ziemi Musy Tatarzyna, czyli Masiukowszczyzny, granicą miasta i mińskiej parafii rzeką Rżawcą do rzeki Świsłocz i rzeki Wiesninka w szerokości i długości".
W 1775 roku folwark Masiukowszczyzna w powiecie mińskim, razem z folwarkiem Plebańce należał do mińskiego księdza Wańkowicza.
Od 1791 r. część wsi Masiukowszczyzna wchodziła w skład szlacheckiego majątku Wiesninka w parafii Karaliszczewicze, a część w skład majątku Plebańce należącego do mińskiej parafii katolickiej. W 1800 r. część wsi należała do G. Gardziałkowskiej, część - do księdza Wańkowicza z parafii katolickiej w Mińsku, łącznie znajdowało się tutaj 8 domów, 48 mieszkańców. W 1815 r. wieś należała do M. Gilewicza, w 1858 r. do A. Werygi.
W latach 60. XIX w. w pozostałościach zrujnowanego budynku, prawdopodobnie cerkwi, w folwarku Masiukowszczyzna, znaleziono fragment (35 arkuszy pergaminu) Mińskiej Ewangelii. 
22 sierpnia 1869 r. kościelny majątek Masiukowszczyna o powierzchni 154 dziesięcin, został wydzierżawiony przez Michalinę Ciechanowicz, a następnie wykupiony i powiększony do wielkości 224 dziesięcin. Po śmierci Michaliny Ciechanowicz należał do jej męża Zachariasza Ciechanowicza. Następnie majątek został podzielony pomiędzy ich dzieci. Folwark Masiukowszczyzna był w latach 1841-1875 dzierżawiony przez Ciechanowiczów. W 1887 roku w Masiukowszczyźnie założono szkołę czytania i pisania. W 1897 r. wieś znajdowała się w wołoście Semkowo-Gorodzieckim w powiecie mińskim, posiadała 37 domów, 236 mieszkańców, spichlerz, karczmę; w folwarku znajdowały się 2 domy, 13 mieszkańców.
W latach 1938–1954 wieś była siedzibą sielsowietu Borowskiego.
W czasie II wojny światowej w pobliżu Masiukowszczyzny działał niemiecki obóz jeniecki Stalag 352.
Od nazwy wsi pochodzi nazwa mińskiej dzielnicy mieszkaniowej wybudowanej obok niej.
8 kwietnia 2004 r. wieś włączono w granice Mińska. Wiejskie ulice Centralna i Podgórna otrzymały nowe nazwy ul. Masiukowszczyzna i zaułek Masiukowszczyzna.

## Miejsce martyrologii
Masiukowszczyzna to jedno z miejsc, gdzie miały miejsce represje w okresie stalinizmu. Podczas wielkiego terroru NKWD dokonywało egzekucji wzdłuż ulicy Michasia Łyńkowa. Te same miejsca wybierali na doły śmierci Niemcy podczas okupacji niemieckiej. Przy ulicy Timiriaziewa znajduje się cmentarz ofiar obozu jenieckiego Stalag 352. Po wojnie NKWD przetrzymywało w obozie niemieckich jeńców wojennych. 

## Demografia
- 1800 - 8 domów, 48 mieszkańców
- 1897 - wieś: 37 domów, 236 mieszkańców; folwark: 2 domy, 13 mieszkańców
- 1917 - Masiukowszczyzna Pierwsza: 32 domy, 171 mieszkańców, dwór w chutorze: 24 mieszkańców; Masiukowszczyzna Druga: 24 domy, 142 mieszkańców
- 1999 - 440 mieszkańców